# 拉吉 (種姓)
拉吉（Raj），是印度北方邦的穆斯林種姓，人口約70000人。

## 歷史與起源
拉吉一般是指改信伊斯蘭教的拉其普特人，傳統職業是石匠和泥瓦匠，但他們內部也有不同起源。在北方邦西部的拉吉種姓成員很多是來自恰馬爾種姓穆斯林。
他們是遜尼派穆斯林，在全北方邦也找到他們，但主要集中在莫拉達巴德縣，比吉諾爾縣、薩哈蘭普爾縣、穆扎法爾訥格爾縣。
他們說烏爾都語。